# Сухой кератоконъюнктивит
Сухой кератоконъюнктивит (лат. keratoconjunctivitis sicca, KCS, «сухость (воспаление) роговой оболочки и конъюнктивы»), также называемый синдромом сухого глаза (англ. dry eye syndrome, DES) или сухим кератитом, представляет собой глазное заболевание, вызываемое сухостью глаз, которая, в свою очередь, вызывается либо пониженной выработкой слёз, либо повышенным испарением слезы. Он обнаружен у человека и некоторых животных. ССГ — это одно из самых распространённых заболеваний, поражающее 5-6 % населения. Частота заболеваемости повышается до 12-22 % у лиц старше 40 лет и составляет до 34 % у пожилых людей.

## Симптомы

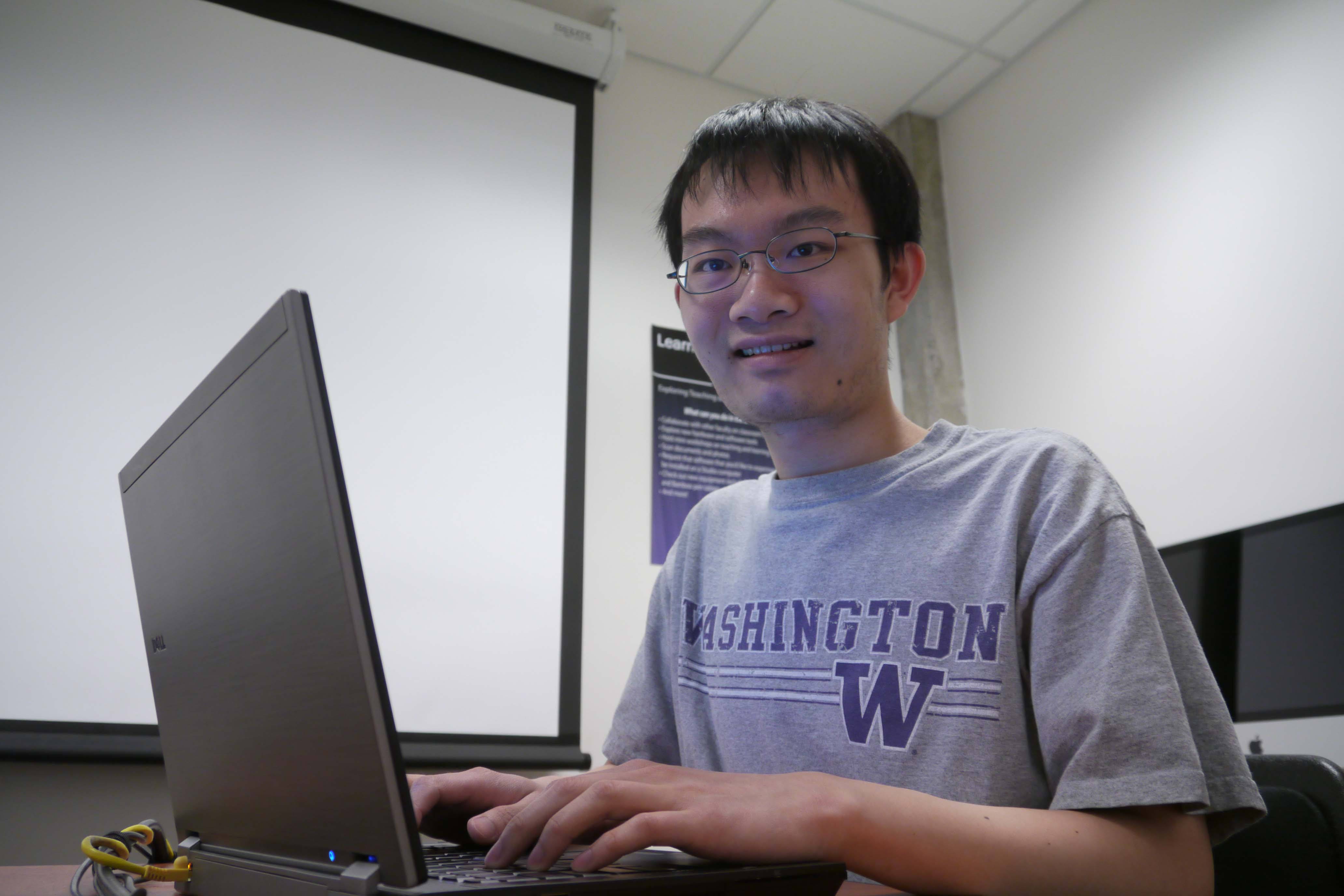
Продолжительная работа за компьютером часто вызывает симптомы «сухого глаза».

Типичными симптомами сухого кератоконъюнктивита являются сухость, жжение и раздражение с ощущением песка в глазах, усиливающиеся в течение дня. Симптомы также можно описать как зудящие, царапающие, жалящие или уставшие глаза. Другими симптомами являются боль, покраснение, ощущение стянутости и давление за глазом. Может присутствовать ощущение, что в глазу присутствует что-то вроде крупицы грязи. Возникающее повреждение поверхности глаза усиливает дискомфорт и чувствительность к яркому свету. Обычно поражаются оба глаза. Также могут присутствовать тягучие выделения из глаз. Хотя это может показаться странным, синдром сухого глаза может вызвать слезливость глаз. Это может произойти потому, что глаза раздражены. У кого-то может наблюдаться избыточное слезоотделение, подобное тому, как если бы что-то попало в глаз. Это не значит, что такие рефлекторные слёзы обязательно улучшат самочувствие глаз. Это связано с тем, что это слёзы водянистого типа, производимые в ответ на повреждение, раздражение или эмоцию. Они не обладают смазывающими свойствами, необходимыми для предотвращения синдрома сухого глаза.
Поскольку моргание покрывает глаз слезами, симптомы ухудшаются при деятельности, при которой снижается частота моргания из-за продолжительной работы глаз. Такая деятельность включает продолжительное чтение, использование компьютера, вождение или просмотр телевизора. Симптомы нарастают в ветреных, пыльных или дымных (включая сигаретный дым) зонах в сухих помещениях, в сухой окружающей среде, на больших высотах, включая самолёты, в дни с пониженной влажностью и в зонах, в которых используются кондиционер воздуха (особенно в машине), вентилятор, обогреватель или даже фен. Симптомы уменьшаются в холодную, дождливую или туманную погоду и во влажных помещениях, таких как душ.
Многие люди, страдающие синдромом сухого глаза, испытывают лёгкое раздражение, не имеющее долгосрочных последствий. Однако если заболевание не лечить или если оно становится более тяжёлым, это может спровоцировать осложнения, которые могут вызвать повреждение глаза, приводящее к ослаблению зрения или (редко) к потере зрения.
Оценка симптомов является ключевым компонентом диагностики синдрома сухого глаза — до такой степени, что многие считают, что синдром сухого глаза является симптоматическим заболеванием. Были разработаны несколько опросников для определения шкалы, которая бы позволяла осуществлять диагностику синдрома сухого глаза. В клинических исследованиях синдрома сухого глаза часто используется опросник для выявления синдрома сухого глаза МакМонни и Хо.

## Патофизиология
Наличие синдрома сухого глаза на протяжении некоторого времени может привести к «микротрещинам» на поверхности глаз.
В запущенных случаях эпителий претерпевает патологические изменения, а именно плоскоклеточную метаплазию и потерю бокаловидных клеток. Некоторые тяжёлые случаи приводят к утолщению поверхности роговой оболочки, эрозии роговой оболочки, точечной кератопатии, эпителиальным дефектам, неоваскуляризации роговой оболочки, рубцеванию роговой оболочки, истончению роговой оболочки и даже её перфорации.

## Причины
Повреждение любого из трёх слоёв слёзной плёнки приводит к нестабильности слёзной плёнки, что вызывает симптомы сухого кератита.

### Пониженная выработка слёз или повышенная испаряемость слёзы

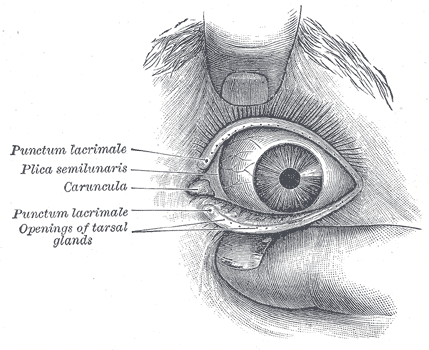
Мейбомиевы железы (подписанные как Opening of tarsal glands) содержат секрет, которым смазывается роговица и конъюнктива глаз

Обычно сухой кератоконъюнктивит вызывается нарушенной выработкой слёз по причине пониженной слёзной секреции или повышенной испаряемостью слезы. Пониженная продукция слезы чаще всего встречается в старшем возрасте (после 60 лет), особенно, у женщин в период постменопаузы (мейбомиевы железы, продуцирующие секрет, прекращают правильно функционировать, что приводит к дефициту слезы и «сухому глазу»).
Повышенная испаряемость связана, прежде всего, с пониженным морганием: слеза испаряется с поверхности глаза и не успевает «восполняться» за счёт моргания.
Причины включают идиопатическую и врождённую алакримию, ксерофтальмию, абляцию слёзной железы и сенсорную денервацию. В редких случаях это может быть симптомом коллагенозов сосудов, включая ревматоидный артрит, гранулёматоз Вегенера, системную красную волчанку, синдром Шегрена и аутоиммунные заболевания, связанные с синдромом Шёгрена, также являются состояниями, связанными с недостаточностью слёзной жидкости.
Такие лекарственные средства как изотретиноин, седативные средства, диуретики, трициклические антидепрессанты, антигипертензивные средства, оральные контрацептивы, антигистаминные препараты, назальные деконгестанты, бета-адреноблокаторы, фенотиазины, атропин и обезболивающие опиоиды, такие как морфин, могут вызвать или ухудшить это состояние.
Инфильтрация слёзных желёз саркоидозом или опухолями, пострадиационный фиброз слёзных желёз также могут вызвать это состояние.
В последнее время медики обращают пристальное внимание на состав слёз у здоровых индивидов и индивидов с синдромом сухого глаза. Установлено, что только небольшая часть из 1543 белков слёз, в частности, лакритин, дифференциально недостаточна или повышена при синдроме сухого глаза. Топический лакритин способствует слезоотделению у кроликов в доклинических исследованиях — он рассматривается как одно из средств, которые могут использоваться при лечении синдрома сухого глаза.

### Дополнительные причины

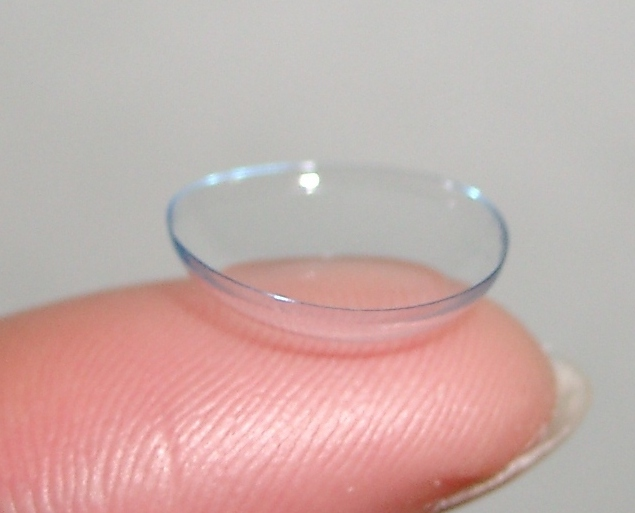
Около половины всех людей, которые носят контактные линзы, жалуются на синдром сухого глаза

Одной из наиболее распространённых причин синдрома сухого глаза является старение. Это связано с тем, что c возрастом выработка слёз снижается.
К другим причинам относятся термические или химические ожоги или (в эпидемических случаях) аденовирусы.
В ряде исследований обнаружено, что в группе риска по этому заболеванию находятся диабетики.
Около половины всех людей, носящих контактные линзы, жалуется на синдром сухого глаза. Существуют две возможные связи между использованием контактных линз и синдромом сухого глаза. Традиционно считалось, что мягкие контактные линзы, плавающие на слёзной плёнке, покрывающей роговую оболочку, абсорбируют слезы в глазах. Однако сейчас также известно, что использование контактных линз повреждает нервную чувствительность роговой оболочки, что в дальнейшем может привести к сниженной выработке слёз слёзной железой и синдрому сухого глаза. Влияние контактных линз на нервную чувствительность роговой оболочки надёжно установлено для твёрдых контактных линз, а также для мягких и жёстких газопроницаемых контактных линз. Связь между этой потерей нервной чувствительности и выработкой слёз является предметом текущих исследований.
Синдром сухого глаза также возникает или усиливается после лазерного кератомилёза (LASIK) и других рефрактивных хирургических вмешательств, при которых нервы роговой оболочки разрезаются в ходе создания лоскута роговой оболочки (нервы роговой оболочки стимулируют секрецию слёз). Синдром сухого глаза, вызванный этими процедурами, обычно проходит через несколько месяцев, однако может быть постоянным. Люди, задумывающиеся о рефрактивном хирургическом вмешательстве, должны иметь это в виду.

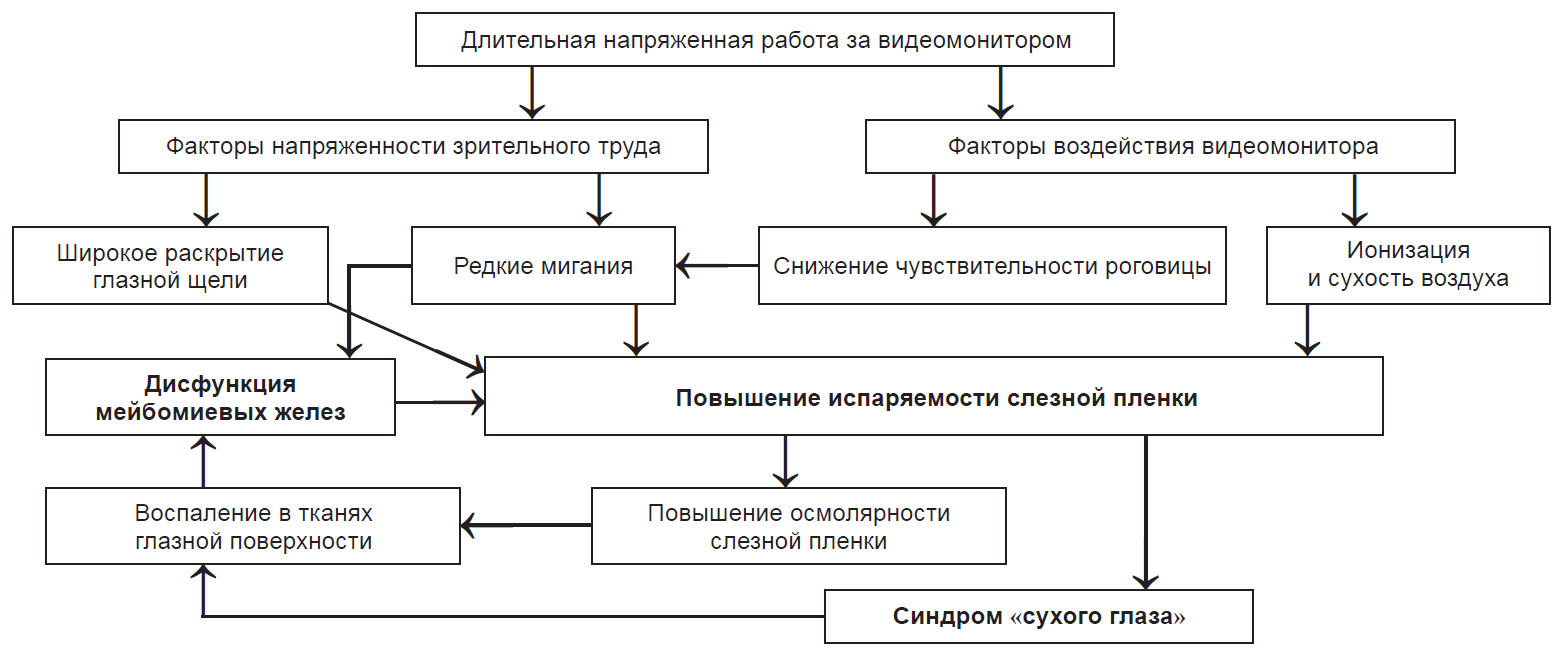
Основные звенья патогенеза синдрома «сухого глаза» при компьютерном зрительном синдроме

Травма глаза или другая проблема с глазами или веками, такая как экзофтальм или птоз верхнего века, могут вызвать сухой кератоконъюнктивит. Заболевания век могут нарушить сложное моргательное движение, необходимое для распределения слёз. Травма глаза или заболевание, приводящее к синдрому Бёма, могут отягощаться синдромом сухого глаза.
Аномалии липидного слоя слёз, вызванные блефаритом и розацеей, и аномалии муцинового слоя слёз, вызванные дефицитом витамина A, трахомой, дифтерийным кератоконъюнктивитом, слизисто-кожными заболеваниями и некоторыми топическими медикаментами, являются причинами сухого кератоконъюнктивита.
Лица, страдающие сухим кератоконъюнктивитом, имеют повышенные уровни фактора роста нервов (NGF). Возможно, что этот NGF глазной поверхности играет важную роль в воспалении глазной поверхности, связанном с синдромом сухого глаза.

## Диагностика

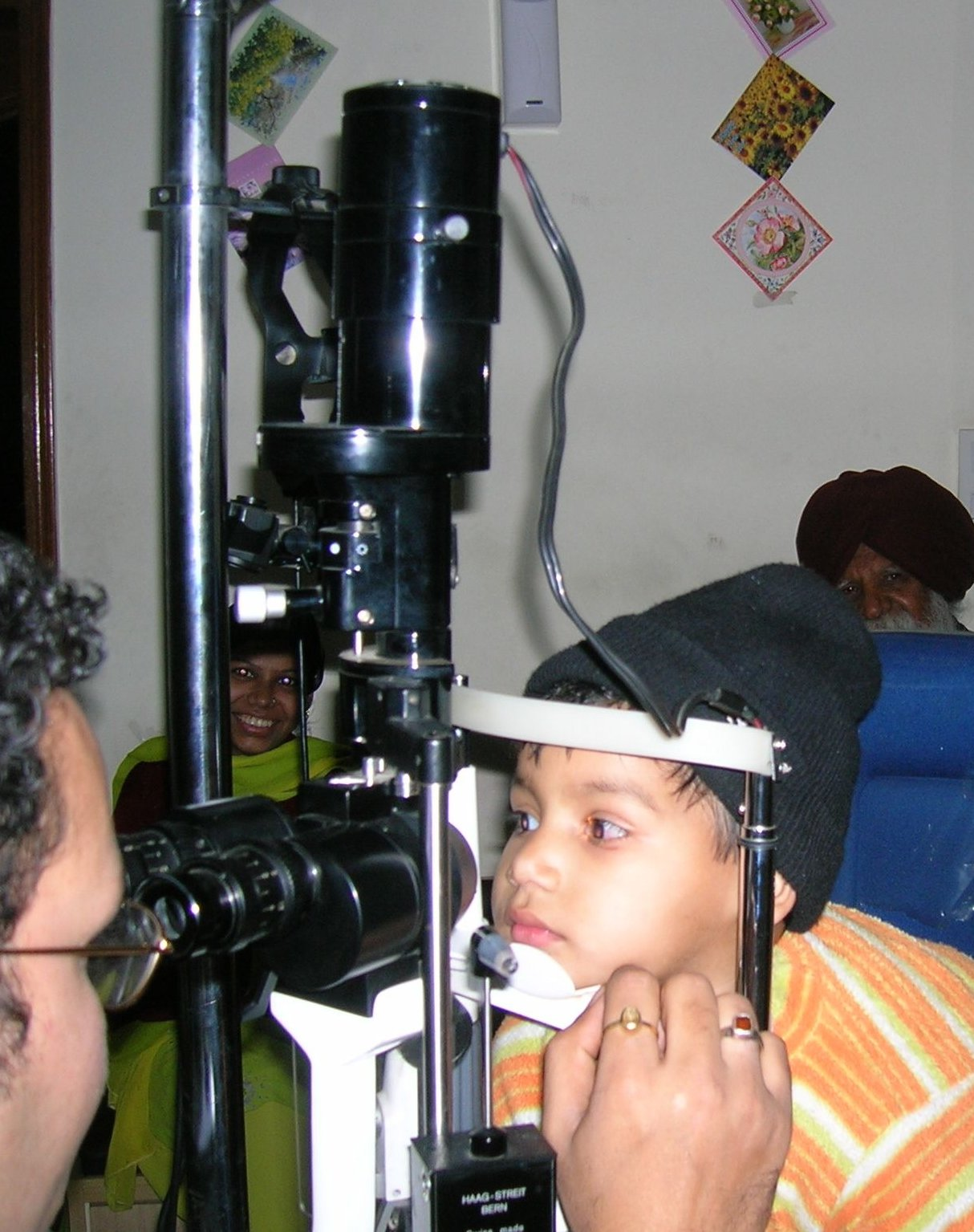
Осмотр глаз с помощью щелевой лампы

Синдром сухого глаза обычно можно диагностировать только по симптомам. Тесты могут определить как количество, так и качество слёз. Для диагностики синдрома сухого глаза и подтверждения любых повреждений глаза может выполняться осмотр с помощью щелевой лампы.
С помощью пробы Ширмера можно измерить количество влаги, омывающей глаз. Эта проба полезна при определении тяжести состояния. Выполняется пятиминутная проба Ширмера с или без анестезии с использованием фильтровальной бумаги Ватман № 41 шириной 5 мм и длиной 35 мм. Для этой пробы увлажнение меньше 5 мм с или без анестезии считается диагнозом синдрома сухого глаза.
Если результаты пробы Ширмера аномальные, можно выполнить пробу Ширмера II для измерения отражённой секреции. В этой пробе слизистую оболочку носа раздражают ватной палочкой, после чего с использованием фильтровальной бумаги Ватман № 41 измеряют выработку слёз. Для этой пробы увлажнение меньше 15 мм через пять минут считается аномальным.
Испытание на время разрыва слёзной плёнки (tear breakup time, TBUT) измеряет время, необходимое для разрыва слёз в глазу. Время разрыва слёзной плёнки можно определить, поместив каплю флуоресцеина в слёзный мешок.
Тест с анализом на протеины слёз измеряет лизоцим, содержащийся в слёзах. Лизоцим в слёзах отвечает примерно за 20-40 процентов от общего содержания протеинов.
Тест с анализом на лактоферрин обеспечивает хорошую корреляцию с другими тестами.
Присутствие недавно описанной молекулы Ap4A, являющейся естественным компонентом слёз, аномально высоко при разных состояниях глазной сухости. Эту молекулу можно количественно определить биохимически, просто взяв образец слезы с помощью обычной пробы Ширмера. Используя этот метод, можно определить концентрации Ap4A в слёзах пациентов и таким путём объективно диагностировать, указывают ли образцы на синдром сухого глаза.
Тест на осмолярность слезы является одним из самых современных тестов на синдром сухого глаза. Осмолярность слезы может быть более чувствительным методом диагностики и градации тяжести синдрома сухого глаза по сравнению с окрашиванием роговой оболочки и конъюнктивы, временем разрыва слёзной плёнки, пробой Ширмера и аттестацией мейбомиевой железы. Компания «ТиарЛэб» (TearLab) (Сан-Диего, США) высказывает мнение, что их «Система осмолярности» (Osmolarity System) является первым объективным
и количественным тестом для диагностики и лечения пациентов с синдромом сухого глаза и использует испытание с помощью лаборатории на микросхеме, требующей 50 нл слёз. Другие недавно поставили под сомнение практическую ценность осмолярности слезы в контроле лечения синдрома сухого глаза.

## Лечение
Может использоваться целый ряд подходов к лечению. Их можно обобщить следующим образом: избегание раздражающих факторов, стимуляция выработки слёз, улучшение удержания слёз, очистка век, лечение воспаления глаз.

### Общие рекомендации
Синдром сухого глаза может отягощаться дымной окружающей средой, пылью и кондиционированием воздуха и нашей природной склонностью к снижению частоты моргания при концентрации. Целенаправленное моргание, особенно при использовании компьютера, и предоставление отдыха уставшим глазам являются основными шагами, которые можно предпринять для минимизации дискомфорта. Трение глаз может привести к ещё большему раздражению, поэтому его следует избегать
. Синдрому сухого глаза могут сопутствовать такие состояния, как блефарит, поэтому необходимо уделять особое внимание очистке век утром и вечером с помощью мягких шампуней и тёплых компрессов, может улучшить оба состояния.

### Контроль состояния окружающей среды
Следует избегать сухих, а также с дымом и пылью сред. Это включает в себя также фены, обогреватели, кондиционеры воздуха или вентиляторы, особенно когда они направлены на глаз. Ношение очков или направление взгляда вниз, например, за счёт снижения высоты компьютерных экранов, могут быть полезны для защиты глаз, когда отягчающие факторы окружающей среды не могут быть устранены. Использование увлажнителя, особенно в зимнее время, может помочь, добавив влаги в сухой воздух в помещении.

### Восстановление водного баланса
При лёгкой и средней тяжести случаях дополнительное смазывание — самая важная часть лечения.

#### Искусственные слезы
Применение искусственных слёз каждые несколько часов — один из эффективных методов лечения сухого кератоконъюнктивита. Согласно проведённому в 2008 году исследованию, использование глазных капель «Хило-Комод» и «Хилозар-Комод» у пациентов с отклонениями показателей функционального слёзного комплекса эффективно для профилактики и лечения вторичного синдрома сухого глаза у пациентов после эксимерлазерной рефракционной хирургии роговицы.

#### Глазные капли с аутологической сывороткой
Ни один из коммерчески доступных искусственных слёзных препаратов не включает в себя основных компонентов, таких как капли эпидермального фактора роста, фактора роста гепатоцитов, фибронектина, нейротрофического фактора роста, и витамина A — все они, как было показано, играют важную роль в поддержании здоровой глазной поверхности эпителиальной среды. Капли аутологической сыворотки для глаз содержат эти важные факторы. Тем не менее, существуют некоторые противоречия в отношении эффективности этого лечения. По крайней мере одно исследование показало в рандомизированном контрольном исследовании, что этот метод является более эффективным, чем искусственные слезы.

#### Дополнительные возможности
Смазочные слёзные мази могут быть использованы в течение дня, но они, как правило, используются во время сна из-за ухудшения зрения после применения. Они содержат белый вазелин, минеральное масло и подобные мази. Они служат в качестве смазки и смягчающего средства. Применение требует опускания века вниз и нанесения небольшое количества (0,25 дюйма) внутрь. В зависимости от тяжести состояния оно может быть применено каждый час или только перед сном. Они никогда не должны использоваться с контактными линзами. Специально разработанные стёкла, которые образуют камеру влаги вокруг глаз, могут быть использованы для создания дополнительного влажности.

### Медикаментозное лечение
Регенерацию роговицы можно стимулировать применением капель визомитин с митохондриальным антиоксидантом SkQ1, обладающим также и противовоспалительным действием, что может снизить выраженность симптомов заболевания . Воспаление, происходящее в ответ на гипертонию слёзной плёнки, может быть снижено с помощью мягких актуальных стероидов или актуальных иммунодепрессантов, таких как Restasis (циклоспорин). Повышенные уровни на разрыв NGF могут быть уменьшены с помощью преднизолона 0,1 %.
Другие препараты: диквафозол, лифитеграст, перфторгексилоктан, акольтремон.

#### Употребление рыбы и ω−3 жирных кислот
Потребление темнотелой рыбы, содержащей диетические Омега-3-ненасыщенные жирные кислоты, ассоциировано со снижением частоты синдрома сухих глаз у женщин. Этот результат согласуется с постулируемыми биологическими механизмами. Начальные экспериментальные работы по Омега-3 показали перспективные результаты при использовании при местном применении или в оральной форме. Рандомизированное, двойное слепое исследование (то есть когда ни пациенты, ни исследователи не знают, что именно в данный момент испытывается англ. double-masked), опубликованное в 2013 году для оценки последствий триглицерида DHA (омега-3; Brudy Sec 1,5), показало значительные результаты по сравнению с другими методами, которые используются.

#### Циклоспорин, «Рестасис» (Restasis)
Актуальный циклоспорин (циклоспорин местного применения, TCSA) 0,05 % глазная эмульсия — иммунодепрессант, который продаётся в Соединённых Штатах фирмой Allergan под торговой маркой Restasis. Утверждённый в качестве рецептурного продукта управлением по санитарному надзору за качеством пищевых продуктов и медикаментов в 2002 году, препарат уменьшает поверхностное воспаление. Считается, что действует через ингибирование созревания транскрипционных факторов, необходимых для производства цитокинов и Т-лимфоцитов. В исследовании, включавшем 1200 человек, Restasis увеличивал производство слёз у 15 % людей, по сравнению с 5 % в группе плацебо.
Как правило, 1 капля Restasis закапывают в каждый глаз два раза в день, с 12-часовым промежутком. Он не должен использоваться при ношении контактных линз, во время глазных инфекций или у людей с историей вирусной инфекции герпеса. Побочные эффекты включают ощущение жжения (общее), покраснение, выделения, слезотечение, боль в глазах, ощущение инородного тела, зуд, жжение, и затуманивание зрения. Длительное использование циклоспорина в высоких дозах связано с повышенным риском развития рака

#### «Визомитин» (Visomitin)
Действующее вещество — митохондриальный антиоксидант SkQ1, химическое название пластохинонилдецилтрифенилфосфония бромид (ПДТФ).

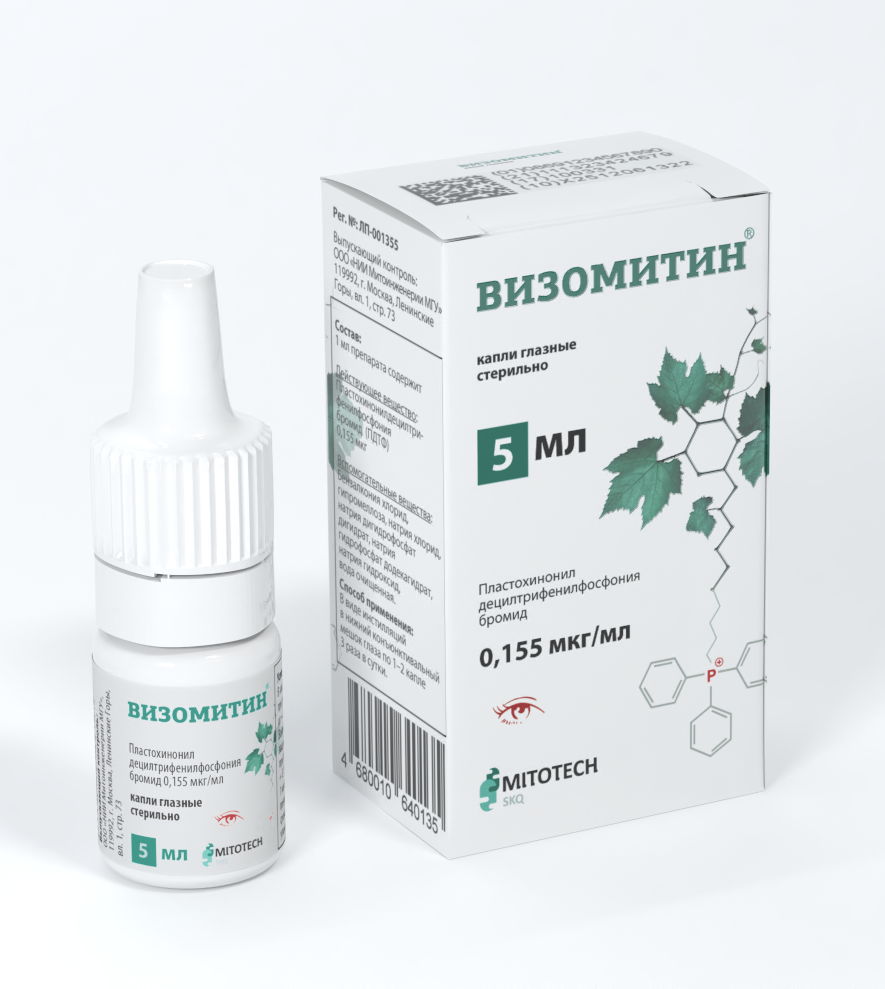
Глазные капли Визомитин

При применении в низких (наномолярных) концентрациях ПДТФ проявляет высокую антиоксидантную активность . Оказывает стимулирующее действие на процесс эпителизации роговицы , способствует повышению стабильности слезной пленки. Визомитин прошел цикл клинических исследований и был зарегистрирован в России в 2012 году. Продается головной компанией проекта SKQ.ONE — компанией «Митотех». В двух проведенных в США рандомизированных плацебо-контролируемых клинических исследованиях VISTA-1 (Номер КИ: NCT03764735) и VISTA-2 (Номер КИ: NCT04206020) показаны безопасность Визомитина и снижение ощущения дискомфорта в глазах, ускорение заживления повреждений роговицы  при применении Визомитин .
Визомитин применяют по 1-2 капли препарата в конъюнктивальный мешок 3 раза в сутки.  По данным клинических исследований, лечебный эффект достигается за первые две-четыре недели применения. Терапевтический эффект оказывается стойким при применении в течение 6 недель..  Побочные эффекты включают кратковременные резь и жжение после закапывания (часто), временное возникновение пелены перед глазами (нечасто), аллергические реакции (зуд, покраснение и отек век и конъюнктивы).
Глазные капли Визомитин (ПДТФ 0,155 мкг/мл) содержат в качестве консерванта бензалкония хлорид, и перед закапыванием препарата контактные линзы следует снять и снова надеть их не ранее, чем через 15 минут после применения препарата .  Применение препарата интенсивными курсами после снятия контактных линз оказывает лечебный эффект: пациенты практически перестают жаловаться на неприятные ощущения в глазу, снижается выраженность симптомов раздражения век и конъюнктивы, заметно снижается уровень повреждения роговицы.

#### Альтернативные препараты-дженерики
Более дешёвые дженерик-альтернативы Restasis доступны в некоторых странах. В Индии это продаётся под названием Cyclomune п.о. Sun Pharma. 
Визомитин находится под патентной защитой компании Митотех, и дженерики этого препарата не продаются.

### Защита глаза

#### Склеральные линзы
Склеральная линза является большой контактной линзой, которая лежит на склере и создаёт хранилище слёз на роговице. В сухих глазах эта линза увлажняет роговицу, снижая затуманенность зрения из-за сухого глаза и облегчая связанную с сухостью боль в глазах, вызванную чувствительными нервами в этой области. Линза также защищает поверхность глаза от дальнейшего повреждения из-за отсутствия слёз и способствует заживлению глазной поверхности. Склеральные линзы, используемые для сухого глаза, являются проницаемыми для кислорода, но их нельзя носить в течение ночи и должны быть продезинфицированы между использованиями. Полуфабрикаты склеральных линз для сухих больных глаз могут быть подогнаны из набора доступных линз опытным путём, который длится в течение нескольких дней, недель или месяцев. Новые технологии в настоящее время позволяет с высокой точностью подгонять склеральные линзы после получения неинвазивного 3D цифрового изображения глаза пациента с помощью таких устройств, как сканер оптической когерентной томографии (ОКТ). Цифровыми изображениями также можно манипулировать, чтобы включить коррекцию зрения и направлять оптику волнового фронта, что позволяет большинству больных сухим глазом достичь определённого уровня улучшения зрения, при этом некоторые пользователи достигали уровня зрения 20/15 или даже лучше. Прежде были периодические жалобы пользователей контактных линз на помутнение склеральных линз, однако эта проблема была снижена за счёт более удобных методов и усовершенствованных вариантов дополнительных глазных капель.

#### Протезы
PROSE (протезирование экосистемы глазной поверхности) — итеративный лечебный процесс, который использует специально разработанные протезы, чтобы облегчить симптомы сухого глаза для людей, страдающих различными тяжёлыми заболеваниями роговицы. PROSE протезы огибают сухую, повреждённую роговицу, опираясь на нечувствительную склеру.

#### Увлажняющие камеры
Увлажнительной камерой являются защитные очки, которые частично закрывают область вокруг глаз, чтобы сохранить влагу. Увлажнительные камеры бывают в виде одиночной повязки, защитных очков, стёкол или ночных колпаков. Часто они являются поролоном с подкладкой. Некоторые непрозрачные версии имеют вставку, которая может быть увлажнена или нагреваться и оставаться тёплой в течение ночи. В прозрачных увлажнительных камерах с хорошими уплотнениями часто появляется туман из-за влаги в ловушке внутри, поэтому они не должны использоваться, когда требуется острота зрения, при вождении, например.

### Сохранение слёз
Есть методы, которые позволяют замедлить испарение как природных, так и искусственных слёз.

#### Блокировка оттока слёз
В каждом глазу существуют две слёзные точки — маленькие отверстия, которые источают слёзы в слёзные протоки. Существуют методы, позволяющие частично или полностью закрыть слёзные протоки. Это блокирует поток слёз в нос, и, таким образом, увеличивает доступность слёз для глаз. Дренаж в одной или обеих слёзных точках в каждом глазе может быть заблокирован.

##### Окклюзия слёзных точек
Пунктальные штекеры вставляются в слёзные точки для блокировки слезоточивого дренажа. Для тех, кому не приносят облегчение страданий от сухого глаза лекарства, пунктальные пробки могут помочь. Они зарезервированы для людей с умеренной или тяжёлой формой сухого глаза, когда другое лечение не было адекватным.

##### Прижигание
Если пунктальные пробки являются эффективными, может быть выполнено тепловое или электрическое прижигание слёзных точек. При тепловом прижигании используется местный анестетик, а затем прикладывается горячая проволока. Это сжимает ткани слёзной точки и вызывает рубцевание, которое закрывает слёзный проток.

#### Хирургическое вмешательство
В тяжёлых случаях кератоконъюнктивита может быть выполнена тарзорафия, когда веки частично сшиваются вместе. Это уменьшает глазную щель (разделение века), что в идеале приводит к снижению испарения.

## Прогнозирование
Сухой кератоконъюнктивит — обычно хроническая проблема. Его прогноз показывает значительные колебания в зависимости от тяжести состояния. Большинство пациентов имеет случаи от слабых до умеренных, которые могут лечиться симптоматически смазочными веществами. Это обеспечивает адекватное облегчение симптомов.
Когда симптомы сухих глаз являются серьёзными, они могут мешать качеству жизни. Люди иногда чувствуют, что их зрение расплывается или сильное раздражение до такой степени, что они имеют проблемы с удержание глаз открытыми или они не в состоянии работать или водить машину.

## Профилактика
Не существует способа предотвращения сухого кератоконъюнктивита. Осложнения могут быть предотвращены путём смачивания и использования смазочных капель и мазей.

## Эпидемиология
Сухой кератоконъюнктивит является относительно распространённым в Соединённых Штатах, и особенно у пожилых пациентов. В частности, лица, которые вероятнее всего подвергнутся этому синдрому, будут лица в возрасте 40 лет и старше. Сухой кератоконъюнктивит, по оценкам, затрагивает от 10 % до 20 % взрослых, от 1 до 4 000 000 в возрасте от 65 до 84 лет в Соединённых Штатах.
В то время как люди с аутоиммунными заболеваниями имеют высокую вероятность наличия синдрома сухого глаза, большинство людей с синдромом сухого глаза не имеет аутоиммунных заболеваний. Случаи синдрома Шегрена и связанного с ним сухого кератоконъюнктивита сейчас гораздо чаще у женщин, с соотношением 9: 1. Кроме того, более мягкие формы сухого кератоконъюнктивита также более часто встречается у женщин. Это отчасти потому, что гормональные изменения, такие как те, которые происходят во время беременности, менструаций, в менопаузе, могут уменьшить производство слезы.
В районах мира, где недоедание является всеобщим, дефицит витамина A — общая причина. Это редко встречается в Соединённых Штатах.
Расовых предпочтений для этого заболевания не существует.

## Встречаемость у животных
Среди животных сухой кератоконъюнктивит встречается у собак, кошек и лошадей.

### Встречаемость у собак
Сухой кератоконъюнктивит часто встречается у собак. В большинстве случаев бывает вызван генетической предрасположенностью, но хронический конъюнктивит, чумка собак и такие препараты, как сульфасалазин и ко-тримоксазол, также могут вызвать болезнь. Симптомы включают покраснение глаз, жёлтые или зеленоватые выделения, язву роговицы, пигментацию роговицы и кровеносные сосуды в роговице. Диагноз ставится путём измерения продукции слезы тестом Ширмера. Менее 15 миллиметров слёз, произведённых в минуту — это ненормально.
Заменители слёз являются основой лечения, предпочтительно содержащие метилцеллюлозу или карбоксиметилцеллюлозу. Циклоспорин стимулирует производство слезы и действует в плане подавления процессов, опосредуемых иммунной системой, которые вызывают заболевание. Актуальные антибиотики и кортикостероиды иногда используются для лечения вторичных инфекций и воспаления. Хирургия, известная как транспозиция выводного протока околоушной слюнной железы, используется в некоторых крайних случаях, когда лечение не помогло. Эта операция перенаправляет путь от околоушной слюнной железы в глаза. Слюна заменяет слёзы. Собаки, страдающие от вишнёвого глаза, должны иметь скорректированное состояние, чтобы помочь предотвратить это заболевание.
Обычно пострадавшие породы включают:
- Кавалер кинг чарльз спаниель
- Бульдог
- Шар-пей
- Лхаса апсо
- Ши-тцу
- Вест-хайленд-уайт-терьер
- Мопс
- Пекинес
- Бостон-терьер
- Цвергшнауцер

### Встречаемость у кошек
Сухой кератоконъюнктивит является редкостью у кошек. В большинстве случаев, как представляется, вызывается хроническим конъюнктивитом, особенно вторичным по отношению к ринотрахеиту. Диагностика, симптомы и лечение аналогичны тем, которые используются для собак.